# Pluga de l'Estany
La Pluga de l'Estany és una surgència d'aigua del terme municipal de Tremp, del Pallars Jussà, a l'antic terme ribagorçà de Sapeira, en territori del poble de Tercui.
Està situada a 812 m d'altitud, a l'est-nord-est de Tercui, a sota -migdia- del Coll de la Parra, a l'extrem sud-occidental del Serrat de la Sarga, a la dreta del barranc dels Masets.